# Бутовський Юхим
Юхим Бутовський  (*1835, Липняги —1885) — кобзар.
Народився і жив у Липняги, Миргородського повіту. В репертуарі Ю. Бутовського зафіксовано дума: «Про брати Озівських»,